# Browerville
Browerville – miasto w Stanach Zjednoczonych, w stanie Minnesota, w hrabstwie Todd.